# Fuipiano Valle Imagna
Fuipiano Valle Imagna (lombardul: Füipià) település Olaszországban, Lombardia régióban, Bergamo megyében. Lakosainak száma 203 fő (2023. január 1.). Fuipiano Valle Imagna Locatello, Brumano, Val Brembilla, Vedeseta, Taleggio és Corna Imagna községekkel határos.

## Népesség
A település lakossága az elmúlt években az alábbi módon változott:
| Lakosok száma | 217  | 211  | 203  |
|               | 2017 | 2018 | 2023 |